# Miguel Ángel Pavón García
Miguel Ángel Pavón García (Madrid, 29 de setembre de 1965) és un polític espanyol especialment conegut per la seua defensa de l'ecologia i els drets civils.
Nascut a Madrid, es va establir a Alacant a la dècada dels 90, treballant primer a espais naturals, una experiència que es va reflectir el 2002 al seu llibre Las aves de Clot de Galvany.
Com a edil municipal i representant d'Esquerra Unida, va esdevenir un dels membres més coneguts del seu partit, encapçalant a vegades l'oposició a l'alcaldia de Sonia Castedo. El 2015 es va conformar un govern progressista que va sorgir després de les eleccions municipals. Concretament, Pavón va ser nomenat vicealcalde. El 2017, el "tripartit" (conformat pel Partit Socialista, Compromís i Guanyar, coalició per la qual es va presentar a les eleccions) va deixar de funcionar i el mes de novembre va deixar el govern municipal.
El 2018 la seua formació política va ser favorable a la investidura d'una candidata socialista però aquesta candidatura no va sumar els vots suficients i el Partit Popular va tornar al govern municipal.